# Eri Tosaka
Eri Tosaka, född 30 augusti 1993 i Takaoka, är en japansk brottare som vann guld i 48 kg fristil vid Olympiska sommarspelen 2016.